# Eukrohniidae
Eukrohniidae é uma família de vermes do filo Chaetognatha.

## Descrição
A primeira espécie desta família a ser descrita, Eukrohnia hamata, foi identificada por Karl Möbius em 1875. O nome genérico Eukrohnia foi criado por Rudolf von Ritter-Záhony em 1909, homenageando August David Krohn. O nome da família Eukrohniidae foi criado por  Takasi Tokioka em 1965.
Uma das espécies desta família, Eukrohnia fowleri, é bioluminescente.
A família é monotípica incluindo apenas o género Eukrohnia, com pelo menos 11 espécies validamente descritas.